# Diane von Fürstenbergová
Diane von Fürstenbergová (rodným jménem Diane Simone Michele Halfinová; * 31. prosince 1946, Brusel) je belgická módní návrhářka židovského původu. Je proslulá zejména svými zavinovacími šaty, první navrhla roku 1974.
V roce 1969 se přivdala do německého šlechtického rodu Fürstenbergů, když se stala manželkou knížete Egona von Fürstenberga. Poznali se na studiích na Ženevské univerzitě (Diane zde absolvovala v oboru ekonomie). I po jejich rozchodu v roce 1972 a rozvodu v roce 1983 nadále používá jeho příjmení. Její módní společnost Diane von Furstenberg podniká ve více než 70 zemích světa, sídlo společnosti a vlajkový butik se nachází v části Manhattanu zvané Meatpacking District. Sama byla v mládí hlavní tváří své značky.
Je bývalou předsedkyní Rady módních návrhářů Ameriky, funkci zastávala v letech 2006 až 2019. V roce 2014 byla časopisem Forbes označena za 68. nejmocnější ženu světa. V roce 2015 byla zařazena na seznam Sta nejvlivnějších lidí světa časopisu Time. V roce 2019 byla uvedena do Národní ženské síně slávy. Vydala paměti pod názvem The Woman I Wanted To Be.